# Francisco Cantuña
Francisco Cantuña fue un herrero y cerrajero indígena de la época de la colonia en Ecuador, murió en el año 1574 en Quito.

## Biografía
Fue hijo de Hualca, oficial de Rumiñahui, a la llegada de los españoles Quito fue arrasada por lo que quedó abandonado, y luego recogido por el español Hernán Juárez que lo educo en el cristianismo, su profesión era un oficio muy bien pagado, por lo que llegó a tener 6 casas y los recursos suficientes para comenzar la construcción de la capilla de Nuestra Señora de Dolores, pero conocida desde la colonia como la Capilla de Cantuña, la cual esta a un costado de la iglesia de San Francisco. El testamento de Cantuña reposan en el Archivo Nacional de Historia.
Se llegó a crear el mito de que el indígena tenía un trato con el demonio originando la leyenda del El atrio de Cantuña.

## Legado
La puerta del convento de San Francisco forjada en hierro fue un trabajo realizado por Cantuña, así mismo dentro de la capilla existe un retablo con el nombre de Cantuña.